# Unipouheos 121
Unipouheos 121 är ett reservat i Kanada.   Det ligger i provinsen Alberta, i den centrala delen av landet, 2 600 km väster om huvudstaden Ottawa.
Omgivningarna runt Unipouheos 121 är en mosaik av jordbruksmark och naturlig växtlighet. Runt Unipouheos 121 är det mycket glesbefolkat, med 4 invånare per kvadratkilometer.